# 九
【九】 — китайський ієрогліф. Один з 996 ієрогліфів, обов'язкових для вивчення в японській початковій школі.Дуже часто використовується на письмі в японській мові.

## Значення
1. дев'ять; дев'ятка.
2. дев'ять разів; дев'ятеро.
3. багато.
4. давній, старий.
5. збирати(ся).
6. (яп.) коконоцу — 24:00 або 12:00 годин (в традиційній системі відліку часу).

Ключ: 5 (乙 + 1);  Кількість рисок: 2.
Введення ієрогліфа методом цанзє: 大弓 (KN); Введення ієрогліфа чотирикутним методом: 40017. .

## Прочитання
| Китайська         |                   |                   |                   |                 |                 |
| Мандаринська мова | Мандаринська мова | Мандаринська мова | Мандаринська мова | Кантонська мова | Кантонська мова |
| чжуїнь            | піньїнь           | Вейд-Джайлз       | кирилиця          | ютпхін          | Єль             |
| ㄐㄧㄡˇ           | jiǔ (jiu3)        | chiu3             | цзю               | gau2            | gau2            |

| Корейська |         |               |              |      |          |
|           | хангиль | стара латинка | нова латинка | Єль  | кирилиця |
| Звук:     | 구      | ku            | gu           | kwu  | ку       |
| Назва:    | 아홉    | ahop          | ahop         | ahop | ахоп     |

| Японська |                            |                               |                             |
|          | кана                       | латинка                       | кирилиця                    |
| Он:      | きゅう く ぐ               | kyū ku gu                     | кю ку ґу                    |
| Кун:     | ここの つ                  | kokono tsu                    | коконо цу                   |
| Ім'я:    | かず ただ ちか ちかし ひさ | kazu tada chika chikashi hisa | кадзу тада тіка тікасі хіса |